# Barry St. Leger
Barrimore Matthew St. Leger (około 1733–1789) – pułkownik brytyjski, który poprowadził brytyjskie wojska inwazyjne z Kanady w trakcie kampanii saratogańskiej w czasie wojny o niepodległość Stanów Zjednoczonych.

## Życiorys
St. Leger (czasem wymawiany Sill'inger) pochodził z osiadłej w Wielkiej Brytanii hugenockiej rodziny. Został ochrzczony 1 maja 1733 roku w hrabstwie Kildare w Irlandii. Jego rodzicami byli John St. Leger i Lavinu Pennefather. Ukończył Eton College i Uniwersytet w Cambridge.
Do brytyjskiej armii wstąpił w kwietniu 1756 roku i służył jako chorąży w 28 Regimencie Piechoty. Walczył pod dowództwem generała Abercrombiego w Kanadzie w 1758 pod Louisbourgiem, Ile Royale (na Cape Breton Island) oraz w 1759 pod dowództwem Wolfe’a w oblężeniu Quebecu.
Został awansowany do stopnia brygadier-majora w lipcu 1760 i służył pod dowództwem Jamesa Murraya jako oficer sztabowy w czasie kampanii w Montrealu. 16 września 1762 St. Legera awansowano do stopnia majora w 95 Regimencie Piechoty.
W 1777 był już podpułkownikiem 34 Regimentu Piechoty, wybrano go na dowódcę zachodniej ofensywy, która była jednym z kierunków kampanii saratogańskiej. John Burgoyne mianował go generałem brygady na czas działań militarnych w trakcie tej misji tak by jego stopień wyróżniał się wśród stopni oficerów milicji lojalistów. Poprowadził swoje siły na Fort Stanwix, ale w związku z silną obrona musiał zarządzić oblężenie i nie wziął fortu z marszu. Pobił idący na pomoc oblężonym korpus składający się z milicjantów z hrabstwa Tryon w bitwie pod Oriskany, w czasie ataku prowadzący kolonistów Nicholas Herkimer został śmiertelnie ranny.
Gdy zwiadowcy donieśli mu o zbliżaniu się odsieczy pod dowództwem Benedicta Arnolda wycofał swe siły do Kanady i ponownie próbował dołączyć do wojsk prowadzonych przez Johna Burgoyne'a.
Po fiasku swojej misji został mianowany pułkownikiem i dowodził oddziałem rangerów w walce partyzanckiej podlegając generałowi Haldimandowi. Jego siedzibą był Montreal. W 1781 przedstawił plan ujęcia amerykańskiego generała Philipa Schuylera, jednak nie udało się go zrealizować.
Jesienią tego samego roku na rozkaz Haldimanda miał się skontaktować nad jeziorem Champlain z wysłannikami Vermontu, Irą Allenem i Josephem Fayem, który próbowali zapewnić młodej republice możliwość powrotu do bliższych związków z koroną brytyjską. Jednak gdy dowiedział się o porażce Cornwallisa, wycofał się i przedostał do St. John. Został komendantem wojsk brytyjskich w Kanadzie w 1784, jego nazwisko pojawia się na listach oficerów także w 1785.